# Morinda coriacea
Morinda coriacea är en måreväxtart som beskrevs av Elmer Drew Merrill. Morinda coriacea ingår i släktet Morinda och familjen måreväxter. Inga underarter finns listade i Catalogue of Life.